# Andrej Kirilenko
Andrej Gennad'evič Kirilenko (in russo Андрей Геннадьевич Кириленко?; Iževsk, 18 febbraio 1981) è un ex cestista e dirigente sportivo russo naturalizzato statunitense. È l'attuale presidente dell'RBF, la Federazione cestistica della Russia.
Alto 206 cm per 102 kg di peso, è stato professionista nella NBA, dove era considerato uno dei migliori difensori della lega. Il suo ruolo era quello di ala grande, ma spesso giocava anche come ala piccola.
È soprannominato AK-47, in riferimento alle sue iniziali, al numero di maglia che indossava (47) e al fucile mitragliatore Kalashnikov. Per coincidenza, Kirilenko è nato nella città di Iževsk, dove l'arma è stata fabbricata per la prima volta.

## Carriera

### Club

#### Esordi in Russia
Kirilenko inizia a praticare la pallacanestro a dieci anni; nella stagione 1996-97, appena quindicenne, diventa il più giovane giocatore di sempre a scendere in campo nella Russian Superleague, la massima divisione cestistica russa del tempo, con lo Spartak San Pietroburgo, dopo avervi militato nelle giovanili. Dopo sole tre partite di campionato del primo anno nella stagione 1998-99 Kirilenko diventa titolare dello Spartak, mettendo a referto quasi 12 punti a partita.

#### Il CSKA e il draft
Nel 1998 passa al CSKA Mosca, il team più forte della nazione, sotto la guida di coach Stanislav Erëmin. Nella sua prima stagione Kirilenko contribuisce alla vittoria del campionato, inoltre partecipa all'All-Star Game, vincendo sia la sfida Est-Ovest sia la gara delle schiacciate, ed esordisce in Eurolega.
Nonostante la giovanissima età (18 anni) Kirilenko viene già annoverato tra i migliori prospetti europei, tanto che viene scelto come numero 24 nel draft NBA del 1999, con gli Utah Jazz che usano la loro seconda scelta al primo giro per selezionarlo; a 18 anni e 132 giorni è il più giovane cestista europeo di sempre ad essere selezionato, ed il primo russo scelto nel primo giro; si decide comunque, visto la giovane età, di farlo rimanere in Europa.
Nel secondo anno al CSKA Kirilenko è di nuovo tra i protagonisti della vittoria del campionato, a cui si aggiunge la conquista della Lega NEBL; invece i moscoviti si fermano, come l'anno precedente, agli ottavi di finale di Eurolega. Kirilenko è inoltre di nuovo decisivo per la vittoria dell'Ovest nell'All-Star Game, ma arriva secondo (vince Harold Dean del Lokomotiv Mineralnye Vody) nello slam dunk contest. Per la stagione 2000-01 il CSKA cambia allenatore: Valerij Tichonenko non riesce però a garantire buoni risultati alla squadra, che si toglie soddisfazioni solo in FIBA SuproLeague (nata in competizione con l'Eurolega "classica"), fermandosi solo di fronte ai futuri campioni del Maccabi Tel Aviv (23 punti e 11 rimbalzi per Kirilenko) e perdendo anche il match per il bronzo. In questa competizione Kirilenko conferma ancora una volta di essere tra i migliori giocatori d'Europa, oltre a finire nella top ten in 7 delle 8 categorie statistiche del torneo, è anche il secondo giocatore di sempre a realizzare una tripla doppia (8 febbraio 2001, contro il Lietuvos Rytas, frutto di 13 punti, 11 rimbalzi e 10 rubate).
Al termine della stagione Kirilenko e i Jazz decidono che è il momento per il russo di provare il grande salto in NBA.

#### NBA: Utah Jazz

##### Esordi
Pur essendo stato scelto al draft del 1999, Kirilenko esordì in NBA solo nella stagione 2001-02, dopo aver firmato un contratto pluriennale il 16 agosto 2001 con gli Utah Jazz, una squadra che viveva gli ultimi anni delle due colonne John Stockton e Karl Malone dopo i fasti degli anni Novanta (e le due finali perse coi Bulls di Jordan). Kirilenko, ventenne, fu fatto partire dalla panchina da coach Jerry Sloan, dimostrando ben presto la sua versatilità. Il primo anno del russo è comunque ottimo: riesce a partire titolare in metà delle gare giocate, accumulando un buon minutaggio e chiudendo la stagione con la doppia cifra di punti, avvicinandosi ai 5 rimbalzi e 2 stoppate di media: le prestazioni gli garantiscono l'inserimento nel primo quintetto dei rookie. I Jazz riescono a raggiungere i play-off della Western Conference con l'ultimo posto disponibile, che li costringe ad affrontare la migliore squadra della regular season, i Sacramento Kings: Kirilenko gioca da titolare tutte e 4 le gare della serie, non sfigurando e mettendo 2.5 stoppate di media, ma la franchigia di Salt Lake City si arrende ai californiani per 3-1. La stagione 2002-03 è simile alla precedente, Kirilenko mette a referto cifre simili e i Jazz, guidati per l'ultima volta dal duo Stockton-Malone, perdono nuovamente al primo turno coi Sacramento Kings (4-1) con il russo che, da sesto uomo, gioca meglio dell'annata precedente.

##### L'affermazione definitiva
Dopo l'addio di Stockton (ritiro) e Malone (ai Lakers) nel 2003, i Jazz hanno deciso di impostare il loro futuro sul russo, il giocatore giovane e di maggiore prospettiva nel roster, tanto che esercitano la loro opzione sul suo contratto per estenderlo: Kirilenko è infatti emerso come uno dei migliori giovani della Lega e, col tempo, si affermerà come uno dei migliori giocatori internazionali e dei difensori sul lato debole.
In particolare la stagione in cui Kirilenko esplode definitivamente è proprio quella 2003-04: Sloan si ritrova una squadra giovane ed inesperta, e decide di affidarne le chiavi al russo ed a Matt Harpring. Kirilenko ripaga la fiducia (ed il minutaggio di 37 minuti) guidando il team di Salt Lake City in punti (16,5), rimbalzi (8,1), rubate (1,9) e stoppate (2,8), finendo terzo in assist (3,1). Viste le ottime prestazioni Kirilenko, sempre in quintetto base coi Jazz, viene chiamato per giocare l'All-Star Game (prima ed unica volta) ed a fine anno viene inserito nell'NBA All-Defensive Second Team. A livello di squadra le cose non vanno altrettanto bene e il team di Sloan, in piena ricostruzione, manca i playoff per la prima volta dopo 20 anni, nonostante il record positivo (42-40) per una sola gara di distacco dall'ottava piazza ad Ovest. Le ottime prestazioni del russo convincono comunque la dirigenza degli Utah Jazz a blindarlo estendendogli il contratto (rookie scale extension) per altri sei anni con un ingaggio di livello: 86 milioni di dollari; Kirilenko firmerà il contratto il 29 ottobre 2004, poco prima dell'inizio della stagione NBA.
Le due stagioni seguenti seguono questa falsariga, con un ottimo Kirilenko leader di una buona squadra che però, vista l'agguerrita concorrenza nella Western Conference, non riesce a qualificarsi per la postseason.
Nell'estate 2004 i Jazz intervengono sul mercato acquisendo due giocatori destinati a rilanciare la squadra: Carlos Boozer e Mehmet Okur. A metà della stagione 2004–05 Kirilenko si rompe il polso destro contro i Washington Wizards, concludendo così la sua annata; si tratterà del primo grave infortunio per il russo, che nelle tre stagioni precedenti aveva saltato solo sei gare, a cui ne seguiranno altri, seppur meno gravi, tanto che in ciascuna delle successive 6 stagioni coi Jazz perderà almeno 10 gare, guadagnandosi la poca gradita nomea di giocatore incline agli infortuni. Nonostante avesse giocato solo la metà delle 82 gare di regular season, il russo totalizzò un quantitativo sufficiente di stoppate per poter essere nominato leader dell'NBA in questa statistica (3,32 a partita); fu inoltre inserito per il secondo anno di fila nel secondo quintetto dell'All-Defensive Team della lega. Anche a causa della perdita del russo i Jazz disputano una pessima stagione, chiudendo con un bilancio negativo (26-56) per la prima volta dal 1983: ciò verrà compensato dal terzo pick al Draft NBA 2005, con cui preleveranno il futuro campione Deron Williams.
Kirilenko disputa un'ottima stagione 2005-06, venendo anche inserito nell'NBA All-Defensive First Team (è il giocatore con più stoppata a referto), ma il record in pareggio dei Jazz non consente l'accesso ai playoff alla franchigia.

##### Il calo
La stagione 2006-07 degli Utah Jazz è quella della svolta per la squadra: guidati dal trio Okur-Boozer-Williams, quest'ultimo scelto nel 2005, i Jazz arrivano fino alle finali di Conference, battuti 4-1 dai futuri campioni dei San Antonio Spurs; Kirilenko, pur rimanendo titolare, vede sensibilmente calare il minutaggio (dai 37,7 minuti dell'anno prima, record personale, scende sotto i 30) e rende molto meno del solito: molti attribuirono il declino alla maggiore enfasi offensiva della squadra sul trio Boozer-Williams-Okur, ed il fatto che il russo non si sentisse a suo agio dopo aver perso la posizione di "go-to guy" della squadra. La frustrazione del russo venne fuori durante i playoff: durante l'estate, dopo aver condotto la Nazionale russa alla vittoria dell'europeo (di cui è MVP) chiede di poter tornare in patria. Ma, dopo diverse voci di scambi e controversie sulle sue esternazioni, Kirilenko torna in America per la stagione 2007–08 con l'intenzione di restare coi Jazz, dopo aver lavorato l'off-season con l'ex guardia dei Jazz Jeff Hornacek sul suo tiro; detto fatto l'anno successivo Kirilenko, nonostante non sia più la stella della squadra, torna ai livelli degli anni precedenti, ed inoltre fa registrare, sempre da titolare, i career-high nel tiro da due e da tre, a dimostrazione della bontà del lavoro svolto nella offseason.
Nella stagione 2008-09 viene impiegato da Sloan come sesto uomo, ma continua a offrire buone prestazioni anche partendo dalla panchina; lo stesso accade l'anno dopo. Nel 2010-11 torna titolare, anche se il suo minutaggio resta in linea con quello degli ultimi anni (30 minuti); purtroppo ma la stagione dei Jazz è assai travagliata: dopo aver perso Boozer (free agent), i Jazz a metà stagione prima perdono il coach Jerry Sloan (dimissionario dopo 23 stagioni nello Utah), poi cedono Okur (ormai ai margini dopo un infortunio) e, soprattutto, la stella Deron Williams, ceduto a sorpresa ai New Jersey Nets, di fatto decidendo di iniziare un nuovo ciclo.
Il 10 gennaio 2011 Kirilenko ottiene la cittadinanza statunitense.

#### Il lockout e l'annata agrodolce al CSKA
Durante l'estate 2011 i dirigenti NBA ed il sindacato giocatori non trovano l'accordo per rinnovare il contratto collettivo, e quindi i proprietari fanno partire la serrata (lockout): man mano che il tempo avanza, e l'accordo non viene raggiunto, molti giocatori NBA cominciano ad accettare le lusinghe delle squadre non NBA per andare a giocare all'estero; Kirilenko, il cui contratto con i Jazz era scaduto il 1º giugno 2011 (dopo dieci stagioni coi Jazz), rendendolo un unrestricted free-agent, è tra i giocatori più richiesti. Il 4 ottobre viene annunciato l'ingaggio di Kirilenko da parte del suo vecchio team in russia, il CSKA Mosca, per tre anni: il contratto prevede una clausola per ritornare in NBA non appena la serrata terminasse ed inoltre, consentiva al russo di terminarlo alla fine di ciascuna delle stagioni col CSKA; Kirilenko decide inoltre di devolvere in beneficenza tutti i soldi che guadagnerà durante la sua permanenza in a Mosca.
Il 31 dicembre, pochi giorni dopo che la stagione NBA è finalmente ripartita, viene confermato che il russo resterà coi moscoviti anche per il resto della stagione 2011–12. A Mosca Kirilenko trova uno squadrone, sotto la guida di Jonas Kazlauskas, deciso a vincere il decimo campionato russo consecutivo, a riconquistare la lega VTB ma soprattutto tornare sul tetto d'Europa. A questo scopo oltre al fenomeno Kirilenko vengono ingaggiati il play Miloš Teodosić e l'ex centro NBA Nenad Krstić, che si aggiungono ai già ottimi giocatori presenti dall'annata precedente, quali Chrjapa, Šved, Šiškauskas, Kaun ed Voroncevič.
Il CSKA e Kirilenko dominano la stagione: AK-47 viene nominato MVP (con annessa selezione per l'All-Euroleague First Team) e miglior difensore dell'Eurolega, MVP della Lega VTB e delle sue Final Four, e trascina i compagni alla vittoria della Lega VTB. La finale di Eurolega a Istanbul, dopo aver dominato la stagione e battuto in semifinale i campioni in carica del Panahinaikos 66-64, sembrerebbe l'apice di una stagione perfetta. Dopo aver condotto per la maggior parte della partita clamorosamente nell'ultimo quarto, iniziato in vantaggio 53-40, l'Olympiakos recupera la strafavorita corazzata russa (andata anche a +19 nel match ma con due soli canestri negli ultimi 12 minuti) e, con il canestro a 7 decimi dalla fine di Printezis, conquista l'Eurolega (62 a 61 il punteggio finale): per il CSKA e Kirilenko è una delusione atroce, che la successiva vittoria del campionato russo non potrà cancellare.

#### Il ritorno nella NBA coi T'Wolves e passaggio ai Nets
Nell'estate del 2012 i Minnesota Timberwolves hanno proposto a Kirilenko un biennale (player option per il 2013-14) da 20 milioni di dollari, che il russo ha firmato il 27 giugno, dichiarando di voler ritornare al più presto a giocare nell'NBA, svincolandosi così dal CSKA Mosca, come previsto dal contratto firmato nell'inverno precedente; a Minneapolis Kirilenko trova anche, tra i vari giocatori internazionali, il suo ex compagno nel CSKA Mosca e nella nazionale russa, la guardia tiratrice Aleksej Šved. L'estate 2013 ha scelto di svincolarsi al termine del primo dei due anni di contratto rinunciando a 10 milioni di dollari.
Il 12 luglio 2013, ha firmato un contratto biennale del valore di poco più di 3 milioni di dollari l'anno con i Brooklyn Nets, il cui proprietario è il multimiliardario Mikhail Prokhorov, connazionale di Kirilenko.

### Nazionale russa
Kirilenko è stato membro della Nazionale Russa di pallacanestro maschile Under 18, giocando il campionato europeo di categoria nel 1998 e quello mondiale l'anno successivo, competizione della quale fu nominato MVP.
Dal 2000 fa parte stabilmente della Nazionale russa di pallacanestro, con la quale ha vinto l'oro continentale nel 2007 (il primo) ed il bronzo nel 2011.
In occasione della cerimonia d'apertura delle Olimpiadi di Pechino 2008 è stato il portabandiera della Russia. Ha partecipato anche, giovanissimo, al torneo di pallacanestro di Sydney 2000 (chiamato dal suo coach nel CSKA, e selezionatore della Russia, Erëmin) ed a quello di Londra 2012, competizione nella quale la Russia si è aggiudicata il bronzo, prima medaglia della sua storia.
Complessivamente Kirilenko ha rappresentato la Russia in tre Olimpiadi, un campionato mondiale e 5 europei.

## Caratteristiche tecniche
Giocatore versatile, in grado di coprire entrambe le posizioni di ala, si destreggia molto bene sia nella fase offensiva sia in quella difensiva, contribuendo efficacemente nelle voci di punti, rimbalzi, palle rubate, assist e stoppate: a livello NBA è stato infatti uno dei pochissimi giocatori a registrare un 5x5, l'unico, dopo Hakeem Olajuwon, ad essere riuscito ad effettuarne più di uno e ad aver realizzato un 5x6, nella sfida interna del 3 gennaio 2006 contro i Los Angeles Lakers, nella quale ha totalizzato 14 punti, 9 assist, 8 rimbalzi, 7 stoppate e 6 palle recuperate; tali primati vanno considerati tenendo conto che l'NBA registra stoppate e rubate solo dal 1973.
Il gioco di attacco di Kirilenko è favorito da ottime capacità di passaggio e da un veloce primo passo, caratteristiche rare in giocatori di stazza, oltre che da una notevole capacità di prendere falli; in fase difensiva sul lato debole Kirilenko è reputato tra i migliori giocatori al mondo, garantendo un'ottima difesa del canestro grazie anche ad una notevole apertura di braccia, tanto da risultare un eccellente stoppatore (per 5 anni di fila ha avuto una delle migliori medie in questa statistica), oltre ad un'ottima capacità di rubare palla.

## Statistiche

### NBA

#### Regular Season
| Anno      | Squadra            | PG  | PT  | MP   | TC%  | 3P%  | TL%  | RP  | AP  | PRP | SP  | PP   |
| --------- | ------------------ | --- | --- | ---- | ---- | ---- | ---- | --- | --- | --- | --- | ---- |
| 2001-2002 | Utah Jazz          | 82  | 40  | 26,2 | 45,0 | 25,0 | 76,8 | 4,9 | 1,1 | 1,4 | 1,9 | 10,7 |
| 2002-2003 | Utah Jazz          | 80  | 11  | 27,7 | 49,1 | 32,5 | 80,0 | 5,3 | 1,7 | 1,5 | 2,2 | 12,0 |
| 2003-2004 | Utah Jazz          | 78  | 78  | 37,1 | 44,3 | 33,8 | 79,0 | 8,1 | 3,1 | 1,9 | 2,8 | 16,5 |
| 2004-2005 | Utah Jazz          | 41  | 37  | 32,9 | 49,3 | 29,9 | 78,4 | 6,2 | 3,2 | 1,6 | 3,3 | 15,6 |
| 2005-2006 | Utah Jazz          | 69  | 63  | 37,7 | 46,0 | 30,8 | 69,9 | 8,0 | 4,3 | 1,5 | 3,2 | 15,3 |
| 2006-2007 | Utah Jazz          | 70  | 70  | 29,3 | 47,1 | 21,3 | 72,8 | 4,7 | 2,9 | 1,1 | 2,1 | 8,3  |
| 2007-2008 | Utah Jazz          | 72  | 72  | 30,8 | 50,6 | 37,9 | 77,0 | 4,7 | 4,0 | 1,2 | 1,5 | 11,0 |
| 2008-2009 | Utah Jazz          | 67  | 10  | 27,3 | 44,9 | 27,4 | 78,5 | 4,8 | 2,6 | 1,2 | 1,1 | 11,6 |
| 2009-2010 | Utah Jazz          | 58  | 35  | 29,0 | 50,6 | 29,2 | 74,4 | 4,6 | 2,7 | 1,4 | 1,2 | 11,9 |
| 2010-2011 | Utah Jazz          | 64  | 62  | 31,2 | 46,7 | 36,7 | 77,0 | 5,1 | 3,0 | 1,3 | 1,2 | 11,7 |
| 2012-2013 | Minnesota T'wolves | 64  | 64  | 31,8 | 50,7 | 29,2 | 75,2 | 5,7 | 2,8 | 1,5 | 1,0 | 12,4 |
| 2013-2014 | Brooklyn Nets      | 45  | 4   | 19,0 | 51,3 | 20,0 | 51,3 | 3,2 | 1,6 | 0,9 | 0,4 | 5,0  |
| 2014-2015 | Brooklyn Nets      | 7   | 0   | 5,1  | 0,0  | -    | 75,0 | 1,1 | 0,1 | 0,1 | 0,0 | 0,4  |
| Carriera  | Carriera           | 797 | 546 | 30,0 | 47,4 | 31,0 | 75,4 | 5,5 | 2,7 | 1,4 | 1,8 | 11,8 |

#### Playoffs
| Anno     | Squadra       | PG | PT | MP   | TC%  | 3P%  | TL%  | RP  | AP  | PRP | SP  | PP   |
| -------- | ------------- | -- | -- | ---- | ---- | ---- | ---- | --- | --- | --- | --- | ---- |
| 2002     | Utah Jazz     | 4  | 4  | 30,5 | 39,3 | 0,0  | 81,3 | 3,8 | 1,0 | 1,8 | 2,5 | 8,8  |
| 2003     | Utah Jazz     | 5  | 0  | 29,0 | 41,9 | 14,3 | 87,5 | 4,8 | 1,4 | 0,6 | 2,0 | 11,6 |
| 2007     | Utah Jazz     | 17 | 17 | 31,0 | 44,7 | 33,3 | 78,5 | 5,2 | 2,6 | 0,9 | 2,4 | 9,6  |
| 2008     | Utah Jazz     | 12 | 12 | 32,3 | 44,7 | 22,7 | 71,4 | 3,4 | 2,5 | 1,5 | 1,7 | 11,0 |
| 2009     | Utah Jazz     | 5  | 3  | 27,2 | 46,8 | 20,0 | 71,4 | 2,8 | 2,0 | 2,2 | 0,6 | 11,0 |
| 2010     | Utah Jazz     | 2  | 0  | 15,0 | 50,0 | 0,0  | 100  | 3,0 | 0,0 | 0,5 | 0,5 | 5,5  |
| 2014     | Brooklyn Nets | 10 | 0  | 14,4 | 46,7 | -    | 64,7 | 2,3 | 1,0 | 1,0 | 0,3 | 2,5  |
| Carriera | Carriera      | 55 | 36 | 27,1 | 44,5 | 20,8 | 76,7 | 3,9 | 1,9 | 1,2 | 1,6 | 8,7  |

### Eurolega
| Anno      | Squadra    | PG | PT | MP   | TC%  | 3P%  | TL%  | RP  | AP  | PRP | SP  | PP   |
| --------- | ---------- | -- | -- | ---- | ---- | ---- | ---- | --- | --- | --- | --- | ---- |
| 2011-2012 | CSKA Mosca | 17 | 17 | 29,9 | 53,3 | 41,7 | 75,8 | 7,5 | 2,4 | 1,5 | 1,9 | 14,1 |
| 2014-2015 | CSKA Mosca | 11 | 9  | 19,3 | 51,8 | 46,2 | 68,2 | 5,3 | 1,2 | 1,1 | 1,2 | 8,5  |
| Carriera  | Carriera   | 28 | 26 | 25,7 | 52,9 | 42,6 | 73,4 | 6,6 | 1,9 | 1,4 | 1,6 | 11,9 |

## Palmarès

### Squadra

#### Club
- Campionato russo: 3
CSKA Mosca: 1998-99, 1999-2000, 2011-12
- VTB United League: 2
CSKA Mosca: 2011-12, 2014-15

#### Nazionale
- Europei: 
 Spagna 2007

### Individuale

#### Club
- NBA All-Rookie First Team: 1

Utah Jazz: 2001-02
- NBA All-Defensive First Team: 1

Utah Jazz: 2005-06
- NBA All-Defensive Second Team: 2

Utah Jazz: 2003-04, 2004-05
- NBA All-Star: 1

Utah Jazz: 2004
- Miglior stoppatore NBA: 1

Utah Jazz: 2004-05
- Euroleague MVP: 1

CSKA Mosca: 2011-12
- Euroleague Best Defender: 1

CSKA Mosca: 2011-12
- All-Euroleague First Team: 1

CSKA Mosca: 2011-12
- MVP VTB United League: 1

CSKA Mosca: 2011-12
- MVP finals VTB United League: 1

CSKA Mosca: 2011-12
- Euroscar Award: 1

CSKA Mosca / Minnesota Timberwolves: 2011-12
- FIBA Europe Player of the Year Award: 2

Utah Jazz: 2007
CSKA Mosca / Utah Jazz: 2012
- Quarantaduesimo miglior stoppatore di sempre NBA

#### Nazionale
- FIBA EuroBasket MVP: 1

Spagna 2007
- FIBA EuroBaket First Team: 3

Svezia 2003, Spagna 2007, Lituania 2011